# Liste der Monuments historiques in Marfaux
Die Liste der Monuments historiques in Marfaux führt die Monuments historiques in der französischen Gemeinde Marfaux auf.

## Liste der Immobilien
| Bezeichnung     | Beschreibung           | Standort               | Kennzeichnung | Schutzstatus | Datum | Bild           |
| --------------- | ---------------------- | ---------------------- | ------------- | ------------ | ----- | -------------- |
| Kirche St-André | ab dem 12. Jahrhundert | Rue de l’Église (Lage) | PA00078739    | Classé       | 1923  | weitere Bilder |

## Liste der Objekte
| Bezeichnung                        | Beschreibung                                                        | Standort                      | Kennzeichnung | Schutzstatus    | Datum  | Bild |
| ---------------------------------- | ------------------------------------------------------------------- | ----------------------------- | ------------- | --------------- | ------ | ---- |
| Skulptur Madonna mit Kind          | Holz, Anfang des 16. Jahrhunderts                                   | in der Kirche St-André (Lage) | PM51000535    | Classé          | 1913   |      |
| Skulptur eines Apostels            | Stein, 15. Jahrhundert                                              | in der Kirche St-André (Lage) | PM51000534    | Classé          | 1913   |      |
| Skulptur Heiliger Nikolaus         | Holz, 17. Jahrhundert                                               | in der Kirche St-André (Lage) | PM51001519    | Classé gelöscht | ? 1959 |      |
| Skulptur einer Heiligen mit Buch   | Holz, Anfang des 16. Jahrhunderts                                   | in der Kirche St-André (Lage) | PM51000538    | Classé          | 1913   |      |
| Skulptur Heiliger Sebastian        | Stein, 16. Jahrhundert                                              | in der Kirche St-André (Lage) | PM51001518    | Classé gelöscht | ? 1959 |      |
| Gemälde Esther vor Ahasver         | Ölfarbe auf Leinwand, 17. Jahrhundert                               | in der Kirche St-André (Lage) | PM51000539    | Classé          | 1975   |      |
| Skulpturengruppe Anna selbdritt    | Stein, farbig gefasst, 16. Jahrhundert                              | in der Kirche St-André (Lage) | PM51000541    | Classé          | 1966   |      |
| Skulptur Johannes Evangelist       | Holz, Ende des 15. Jahrhunderts                                     | in der Kirche St-André (Lage) | PM51001521    | Classé gelöscht | ? 1959 |      |
| Skulptur Johannes der Täufer       | Stein, 15. Jahrhundert                                              | in der Kirche St-André (Lage) | PM51001522    | Classé gelöscht | ? 1959 |      |
| Taufbecken                         | Stein, 12. Jahrhundert                                              | in der Kirche St-André (Lage) | PM51003447    | Inscrit         | 2002   |      |
| Skulptur Heiliger Christophorus    | Holz, Anfang des 16. Jahrhunderts                                   | in der Kirche St-André (Lage) | PM51000536    | Classé          | 1913   |      |
| Skulptur Heiliger Fiacrius         | Stein, 16. Jahrhundert                                              | in der Kirche St-André (Lage) | PM51000537    | Classé          | 1913   |      |
| Gemälde Jesus und die Ehebrecherin | Ölfarbe auf Leinwand, Ende des 16. Jahrhunderts; nach Lorenzo Lotto | in der Kirche St-André (Lage) | PM51000540    | Classé          | 1975   |      |
| Skulptur Johannes                  | Holz, 16. Jahrhundert                                               | in der Kirche St-André (Lage) | PM51000542    | Classé          | 1966   |      |
| Skulptur Heiliger Eligius          | Holz, farbig gefasst, 16. Jahrhundert                               | in der Kirche St-André (Lage) | PM51000543    | Classé          | 1966   |      |
| Skulptur Mater dolorosa            | Holz, Ende des 15. Jahrhunderts                                     | in der Kirche St-André (Lage) | PM51001520    | Classé gelöscht | ? 1959 |      |